# Maria Anna Habsburg (1804–1858)
Maria Anna Franciszka Teresa Józefa Medarda Habsburg-Lotaryńska (ur. 8 czerwca 1804 w Wiedniu, zm. 28 grudnia 1858 w Baden) – arcyksiężniczka Austrii, księżniczka Czech, Węgier.

## Życiorys
Urodziła się jako siódma córka (dziesiąte spośród dwanaściorga dzieci) ostatniego cesarza rzymsko-niemieckiego, króla Czech i Węgier Franciszka II z jego drugiego małżeństwa z cesarzową Marią Teresą. 11 sierpnia 1804 ojciec Marii Anny został pierwszym cesarzem Austrii. 6 sierpnia 1806 należący do niego tytuł cesarza rzymskiego uległ likwidacji. Starszym bratem arcyksiężniczki Marii Anny był m.in. przyszły cesarz Austrii Ferdynand I.
Maria Anna zmarła niezamężna i bezpotomnie.